# Growlanser
Growlanser (グローランサー?, Gurōransā) è un videogioco di ruolo pubblicato per PlayStation. È stato sviluppato e pubblicato in Giappone dalla Atlus nel 1999. È il primo capitolo di una serie di videogiochi composta di sei titoli.
Come tutti i titoli della serie, il character design è stato realizzato da Satoshi Urushihara, mentre la colonna sonora da Noriyuki Iwadare, con la sigla di apertura interpretata da Rukan Aru e la sigla finale da Ayumi Ootsu. Nel 2001 è stato pubblicato un sequel diretto del gioco, intitolato Growlanser II: The Sense of Justice.
Nel 2009 è stato pubblicato un remake del gioco per PlayStation Portable.

## Trama
Carmaine è un giovane che vive nella capitale del regno di Rolandia. La maga di corte di Rolandia, Lady Sandra accolse Carmaine quando da piccolo rimase orfano, e lo allevò come se fosse figlio suo. Arrivato in età adolescenziale, Carmaine decide di esplorare il mondo, accompagnato da un folletto di nome Tippi.
In questo mondo, una magica energia chiamata Growshu, riempie l'aria e viene respirata dalla popolazione, che potenzialmente sarebbe in grado di esercitare la magia, come accadeva nell'antichità. La sorella minore di Carmaines, Louise è una Growsian, ovvero uno dei pochi esseri umani in grado di sfruttare questo potere. In questo mondo esiste anche un popolo alato chiamato Featherians, che vive isolato dagli esseri umani, nonostante in passato le due razze avevano collaborato per salvare il proprio mondo.
Nel viaggio, Carmaine diventa ufficiale del re, ottenendo la possibilità di scegliere le missioni da portare a compimento per aiutare il proprio regno. Tuttavia una nuova potente minaccia rischia di distruggere la pace, e Carmaine dovrà fare in modo che nuovamente umani e featherians collaborino per la salvezza del mondo.